# Antonio Mariño de Lobeira y Andrade
Antonio Mariño de Lobeira y Andrade y Sotomayor fue un aristócrata español. Nació en Pontevedra (Galicia) y fue bautizado el 18 de julio de 1648), I marqués de Mariño, teniente general de los Reales Ejércitos, mariscal de Campo de un Tercio de Infantería en los Estados de Flandes, caballero de la Orden de Santiago. 

## Matrimonio
Mariscal de Campo de Infantería, casó con Philippa Florentine de Glymes, hija legítima de Eugene de Glymes, conde de Grimberghe y de Florentine Margareta van Renesse, condesa de Renesse-Warfusee. Falleció en batalla, con descendencia no agnaticia. El título de marqués de Mariño pasó a la casa de los marqueses de la Sierra. El título fue rehabilitado en 1921 por María Lourdes Cabeza de Vaca y Carvajal, II marquesa de Mariño.

## Título vincular
Marquesado de Mariño.

## Línea vincular
- Sancha Mariño de Lobeira – Garcí Martíz de Barbeira.
- Pedro Mariño de Lobeira Lemos Sotomayor Montenegro y Haro, 9.º señor de la Casa de Sierra.
- Benita de Andrade-Sotomayor Novoa Montenegro y Fidalgo de Arauxo.
- Fernando Antonio Mariño de Lobeira y Sotomayor, primer marqués de Sierra
- Antonio Mariño de Lobeira y Andrade, primer marqués de Mariño, nació en Pontevedra (Galicia) y fue bautizado el 18 de julio de 1648.

## Rehabilitación
El marquesado de Mariño fue rehabilitado en 1921 a favor de María Lourdes Cabeza de Vaca y Carvajal descendiente de Antonio Mariño de Lobeira y Lasso de La Vega de la Casa de Sierra. II marquesa de Mariño  – Carlos Sartorius y Díaz de Mendoza (de la casa Fernández de Córdoba)
- Antonio Sartorius y Cabeza de Vaca – III marqués de Mariño
- Vicente Sartorius y Cabeza de Vaca – IV marqués de Mariño
- Luis Sartorius y Zorraquín - V marqués de Mariño

## Blasón
Escudo partido, izquierdo en campo de plata, tres fajas ondeadas, de azur (Mariño); derecho de sinople, con una cabeza de lobo, de oro, linguada de gules y estrella en oro superada (Lobeira). Timbre: Corona Marquesal.
- J. de Atienza – 1954
- F.F. Bethencourt – Año Primero – 1884
- The Titled Nobility of Europe – 1914

- Datos: Q5698937